# ورید ژوگولار
ورید ژوگولار یا سیاهرگ وداج یا سیاهرگ دوجانی (به انگلیسی: Jugular vein)؛ نام دو سیاهرگ بسیار مهم (گردنی بیرونی و درونی) است که در هردو طرف گردن قرار دارند. این سیاهرگ‌ها خون بیشتر مناطق مغز، سر و صورت را جمع‌آوری و به سیاهرگ زیرترقوه‌ای (ساب‌کلاوین) در هر سمت متصل شده و ورید براکیوسفالیک را تشکیل می‌دهند و سپس وارد ورید اجوف فوقانی شده و به دهلیز راست تخلیه می‌شوند. در حالت ایستاده فشار سیاهرگ گردنی کم است. دو دسته از وریدهای گردن وجود دارد: خارجی و داخلی. وریدهای ژوگولار خارجی چپ و راست به داخل سیاهرگهای ساب کلاوین تخلیه می شوند.  وریدهای ژوگولار داخلی بیشتر به وریدهای ساب کلاوین می پیوندند و وریدهای براکیوسفالیک را تشکیل می دهند. در نهایت، وریدهای براکیوسفالیک چپ و راست به هم می پیوندند و ورید اجوف فوقانی را تشکیل می دهند که خون بدون اکسیژن را به دهلیز راست قلب می رساند. ورید ژوگولار دارای شاخه هایی است که شامل سینوس پتروسال، صورت، زبانی، حلقوی، تیروئید و گاهی ورید پس سری است.